# Jonas Lidströmer
Jonas Lidströmer (före adlandet 1800 Lidström), född 19 april 1755 i Ljustorps församling, Medelpad, död 27 januari 1808 i Stockholm, var en svensk adelsman, ingenjör (mecanicus) och byggmästare.

## Biografi
Lidströmer föddes 1755 på Lagfors bruk i Ljustorps församling. Han var son till inspektorn Jonas Lidström och Anna Bång. 1771 blev han gymnasist i Härnösand. Lidström blev 1775 student vid Uppsala universitet och 1781 auskultant i Bergskollegium.
Han följde 1781 Fredrik Henrik af Chapman till Karlskrona. År 1782 uppfann han den berömda slipmaskinen på varvet där, och samma år utnämndes han till löjtnantmekanikus och 1802 överstelöjtnantmekanikus i Amiralitetet.
Bland de viktigaste av hans arbeten kan nämnas förslag till anläggning eller utvidgning av hamnarna i Halmstad och Helsingborg samt vid Nya varvet i Göteborg, dessutom av flera byggnader vid varvet i Karlskrona. Han var ansvarig för resandet av Obelisken på Slottsbacken i Stockholm åren 1798–1800, vid vars fullbordande han adlades. Han ansvarade för anläggningen av Nya varvet i Göteborg och större delen av Norrbro i Stockholm åren 1802 till 1807. Han omdanade även kajbyggnaden vid Gustav III:s staty.
Utöver byggverksamheten uppfann Lidströmer även en mängd nya maskiner och inrättningar vid varvet i Karlskrona och annorstädes. Bland annat anlade han ett stålslipverk vid kronosmedjan i Lyckeby som han arrenderade. Han införde där nya gjutningsmetoder och utvecklade en slipmaskin som lämnade goda resultat.
Han var ledamot och preces av Kungliga Vetenskapsakademien och flera andra samfund. Hans son Fredrik August Lidströmer (1787–1856), överstelöjtnant mecanicus, Stockholms stadsarkitekt 1818–1824, ledde från 1816 uppförandet av kajerna kring Norrbro, Nybroviken och runt Strömmen i Stockholm. Se separat artikel.

### Familj
Lidströmer gifte sig 18 januari 1785 med Anna Elisabet Öhman (1761–1837). Hon var dotter till handelsmannen Gustaf Öhman och Eva Christina Bormarck i Stockholm. De fick tillsammans barnen Anna Fredrika Lidströmer (1786–1842) som var gift med amiralen Otto Gustaf Nordensköld, överstelöjtnanten Fredrik August Lidströmer (1787–1856) i flottornas mekaniska stat, Henrika Lovisa Lidströmer (1788–1876), Eva Sofia Lidströmer (1790–1858) som var gift med häradshövdingen och lagmannen Samuel Trägårdh, löjtnanten Jonas Nikolaus Lidströmer (1792–1827) och Charlotta Christina Lidströmer (1793–1859) som var gift med förvaltaren Jonas Törnström vid flottan.